# Maurice Andrieux
Pour les articles homonymes, voir Andrieux.
Maurice Andrieux, né le 17 avril 1925 à Hersin-Coupigny dans le Pas-de-Calais et mort le 8 décembre 2008 à Hersin-Coupigny, est un député français du Pas-de-Calais de 1967 à 1981, membre du Parti communiste français.
Il a été maire d'Hersin-Coupigny de 1959 à 1988 et conseiller général du canton de Bully-les-Mines de 1976 à 1982. Journaliste, il fut rédacteur en chef de la "Tribune des mineurs" de Lens (1948-1951) puis secrétaire général du quotidien Ce Soir (1951-1953).

## Publications
- Sur le vif, Hersin-Coupigny (Mairie, 62530), M. Andrieux, [circa 1978][3]

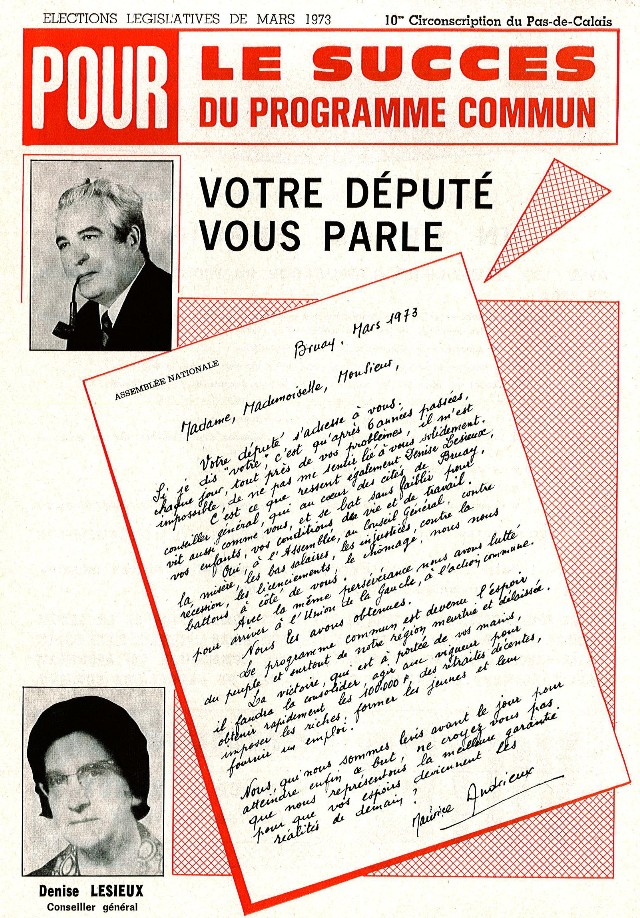
Profession de foi de Maurice Andrieux pour l'élection législative de 1973.